# Наступление на юге Сирии (2024)
Наступление антиправительственных сил в Сирии было начато 29 ноября 2024 года сирийскими оппозиционными формированиями. Наступление было публично объявлено как скоординированная с наступлением на северо-западе Сирии операция по окружению Дамаска. Правительственные войска начали контратаки, в том числе перебросив военнослужащих в стратегически важный город Дараа.

## Ход событий
После начала наступления на северо-западную Сирию оппозиционные силы на юге страны опубликовали публичное заявление, приписываемое «революционерам и свободным людям восточного региона Хауран», в котором говорилось о планах координации военной деятельности с северными оппозиционными группами. Повстанческие группы намеревались осуществить план окружения, нацелившись на Дамаск. Оппозиционные силы на юге с центром в провинции Дараа создали скоординированную военную структуру с участием нескольких группировок, включая Восьмую бригаду. Местное СМИ - издание Daraa 24 - сообщило о планах целенаправленных операций против правительственных военных объектов и контрольно-пропускных пунктов в регионе.
Начиная с 29 ноября повстанческие группировки начали операции против сирийских правительственных объектов по всему южному региону, уделяя особое внимание провинциям Дараа и Эс-Сувейда. Эти действия в первую очередь были направлены против правительственной инфраструктуры безопасности, включая военные контрольно-пропускные пункты и позиции сил безопасности. В Инхиле, к северу от Дараа, оппозиционные силы взяли в осаду Центр государственной безопасности. Одновременно была совершена ракетная атака на объект разведки ВВС в Сувейде.
Неизвестные открыли огонь по военнослужащим правительственной армии в районе города Ом-Шама в восточной части провинции Сувейда, в результате чего погиб старший лейтенант ВСС из Тартуса и еще двое военнослужащих получили ранения.
30 ноября правительственные войска осуществили масштабное военное развёртывание в Дараа. Военное руководство подтвердило развёртывание в рамках текущих операций по обеспечению национальной безопасности, направленных на решение проблем, связанных с боевиками, действующими на юге Сирии. Главное командование Вооруженных сил Сирии выступило с официальным заявлением по поводу операции и объявило, что вооруженные силы принимают ответные меры для борьбы с «террористическими группировками» в регионе.
1 декабря местные повстанцы атаковали контрольно-пропускной пункт сирийской разведки на мосту Хирбет-Газалех и убили большую часть личного состава КПП.
2 декабря, по сообщению повстанческого агентства Step в Twitter, повстанцы захватили районный полицейский участок в Аль-Мусайфире, захватив всё его вооружение и территорию без потерь с обеих сторон.
6 декабря в районе Ноа провинции Даръа на юге Сирии происходят столкновения между силами режима Башара Асада и силами оппозиции. Несколько городов, в том числе Габагеб, Аль-Джиза, Аль-Гария-аль-Шаркия, Инхиль, Барка, Джасим, Намир и Симлин, а также пограничный переход Насиб, перешли под контроль оппозиционных группировок. В Сувейде протестующие собрались на площади Аль-Карама, скандируя лозунги против Башара аль-Асада и срывая его изображение со здания управления культуры. Вечером оппозиционные силы захватили столицу провинции Сувейду на юге Сирии после вывода правительственных войск из города. К полуночи оппозиционные силы провинции Дараа захватили её столицу и 90 % территории провинции, а правительственные силы отступили в сторону Дамаска.
8 декабря — Дамаск пал, оппозиция выступила по национальному телевидению с сообщением о свержении Башара Асада.

## Реакция
Во многих городах провинции Даръа прошли публичные демонстрации в поддержку повстанцев, в том числе в Телль-Шихабе, Тафасе, Нахте, Маарабе, Аль-Джизе и Аль-Хираке. Сообщается, что во время этих событий сирийские правительственные войска открыли огонь по протестующим в городе Инхиль, расположенном на севере провинции.
Бывший проповедник мечети Даръа Омари и религиозный лидер шейх Ахмед Аль-Сайясне поддержал военную кампанию оппозиции как необходимый ответ на действия правительственных сил.